# Néron (Eure-et-Loir)
Pour les articles homonymes, voir Néron (homonymie).
Néron est une commune française située dans le département d'Eure-et-Loir, en région Centre-Val de Loire.

## Géographie

### Situation

Situation géographique
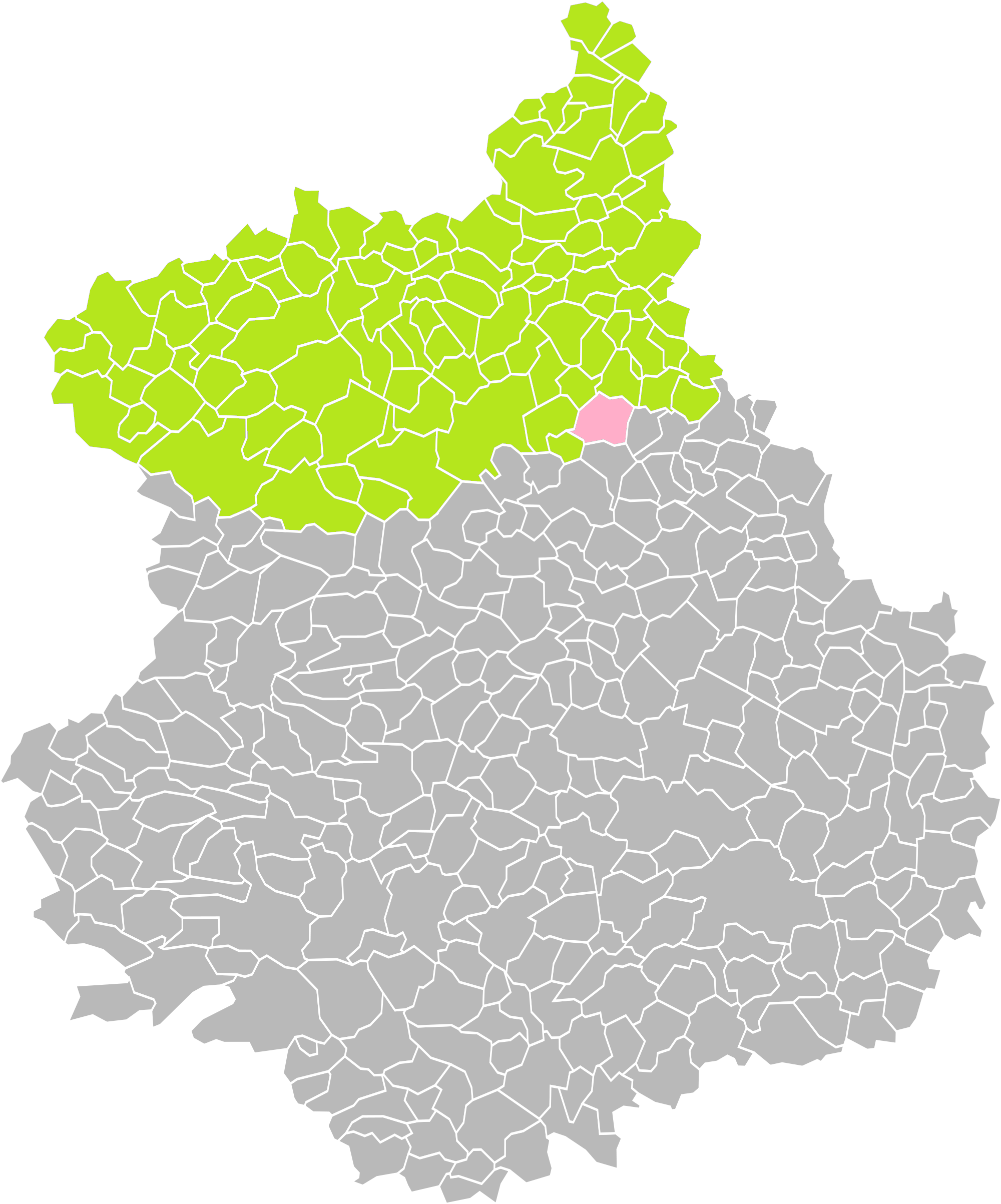
Néron dans son arrondissement.
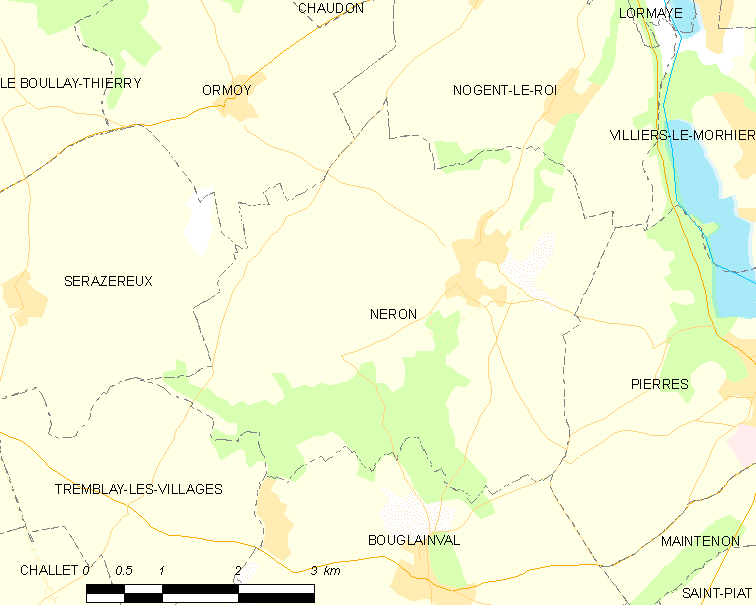
Carte de la commune de Néron.

### Communes limitrophes
Les communes limitrophes de Néron sont Ormoy et Nogent-le-Roi au nord, Pierres à l'est, Bouglainval au sud, Serazereux et Tremblay-les-Villages à l'ouest.
| Ormoy                              | Nogent-le-Roi |                     |
| Tremblay-les-Villages - Serazereux | Néron         | Villiers-le-Morhier |
|                                    | Bouglainval   | Pierres - Maintenon |

### Hameaux, lieux-dits et écarts
- Bois-Richeux, hameau, communes de Néron et de Pierres[2] ;
- Feucherolles, ancien village[3] ;
- La Place, ancien prieuré qui dépendait de la léproserie du Grand-Beaulieu[4].

### Hydrographie
Voir la section toponymie.

### Climat
Pour des articles plus généraux, voir Climat du Centre-Val de Loire et Climat d'Eure-et-Loir.
En 2010, le climat de la commune est de type climat océanique dégradé des plaines du Centre et du Nord, selon une étude du CNRS s'appuyant sur une série de données couvrant la période 1971-2000. En 2020, Météo-France publie une typologie des climats de la France métropolitaine dans laquelle la commune est exposée à un climat océanique altéré et est dans la région climatique  Sud-ouest du bassin Parisien, caractérisée par une faible pluviométrie, notamment au printemps (120 à 150 mm) et un hiver froid (3,5 °C). 
Pour la période 1971-2000, la température annuelle moyenne est de 10,7 °C, avec une amplitude thermique annuelle de 14,7 °C. Le cumul annuel moyen de précipitations est de 619 mm, avec 10,5 jours de précipitations en janvier et 7,8 jours en juillet. Pour la période 1991-2020, la température moyenne annuelle observée sur la station météorologique de Météo-France la plus proche, sur la commune de Houx à 9 km à vol d'oiseau, est de 11,2 °C et le cumul annuel moyen de précipitations est de 622,1 mm,. Pour l'avenir, les paramètres climatiques de la commune estimés pour 2050 selon différents scénarios d'émission de gaz à effet de serre sont consultables sur un site dédié publié par Météo-France en novembre 2022.

## Urbanisme

### Typologie
Au 1er janvier 2024, Néron est catégorisée commune rurale à habitat dispersé, selon la nouvelle grille communale de densité à 7 niveaux définie par l'Insee en 2022.
Elle est située hors unité urbaine. Par ailleurs la commune fait partie de l'aire d'attraction de Paris, dont elle est une commune de la couronne,. 

### Occupation des sols
L'occupation des sols de la commune, telle qu'elle ressort de la base de données européenne d’occupation biophysique des sols Corine Land Cover (CLC), est marquée par l'importance des territoires agricoles (78,9 % en 2018), une proportion sensiblement équivalente à celle de 1990 (78,3 %). La répartition détaillée en 2018 est la suivante : 
terres arables (77,2 %), forêts (18,9 %), zones urbanisées (2,3 %), zones agricoles hétérogènes (1,7 %). L'évolution de l’occupation des sols de la commune et de ses infrastructures peut être observée sur les différentes représentations cartographiques du territoire : la carte de Cassini (XVIIIe siècle), la carte d'état-major (1820-1866) et les cartes ou photos aériennes de l'IGN pour la période actuelle (1950 à aujourd'hui).

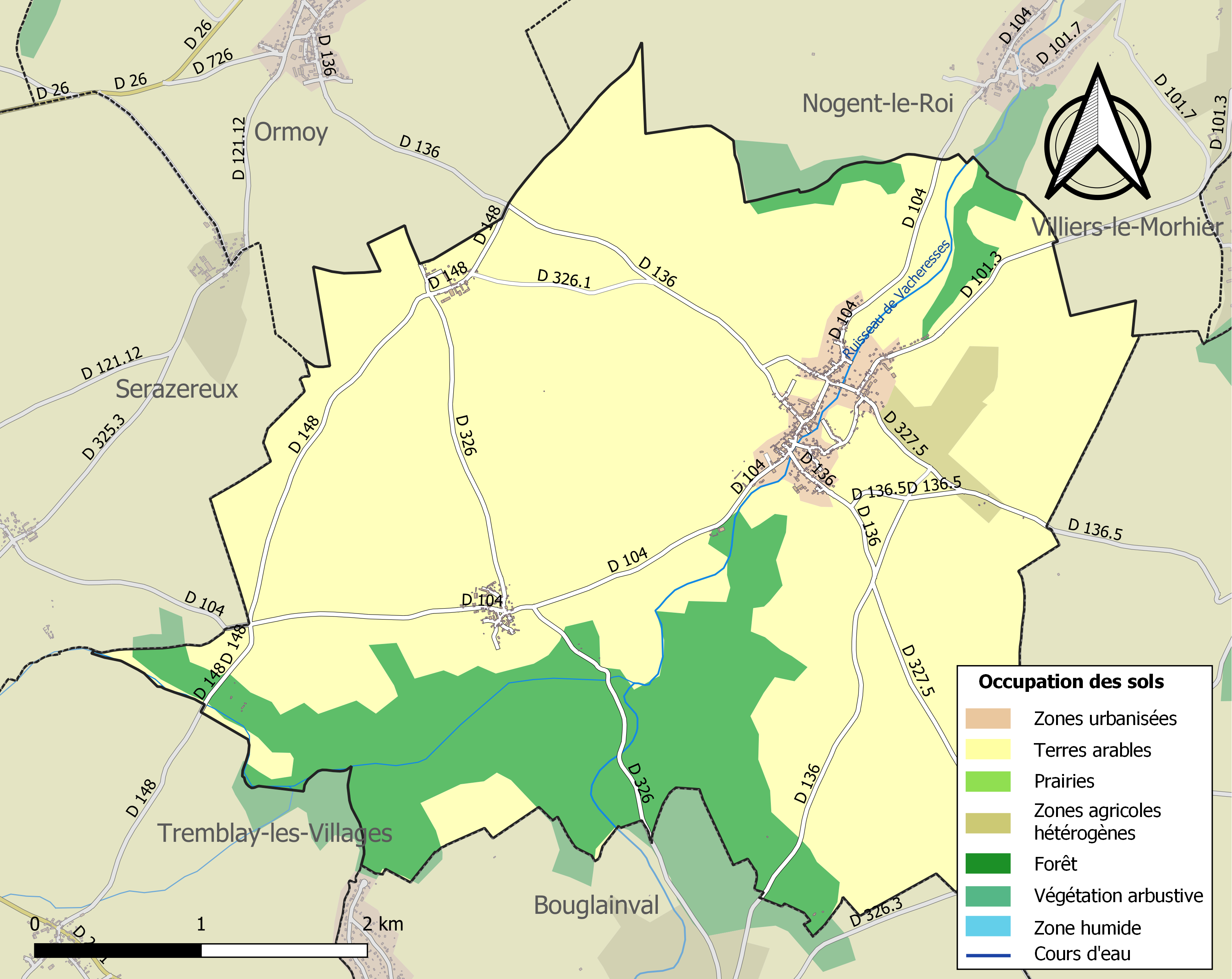
Carte des infrastructures et de l'occupation des sols de la commune en 2018 (CLC).

### Risques majeurs
Le territoire de la commune de Néron est vulnérable à différents aléas naturels : météorologiques (tempête, orage, neige, grand froid, canicule ou sécheresse), inondations, mouvements de terrains et séisme (sismicité très faible). Il est également exposé à un risque technologique, le transport de matières dangereuses. Un site publié par le BRGM permet d'évaluer simplement et rapidement les risques d'un bien localisé soit par son adresse soit par le numéro de sa parcelle.

#### Risques naturels
Certaines parties du territoire communal sont susceptibles d’être affectées par le risque d’inondation par débordement de cours d'eau, notamment La commune a été reconnue en état de catastrophe naturelle au titre des dommages causés par les inondations et coulées de boue survenues en 1999,.

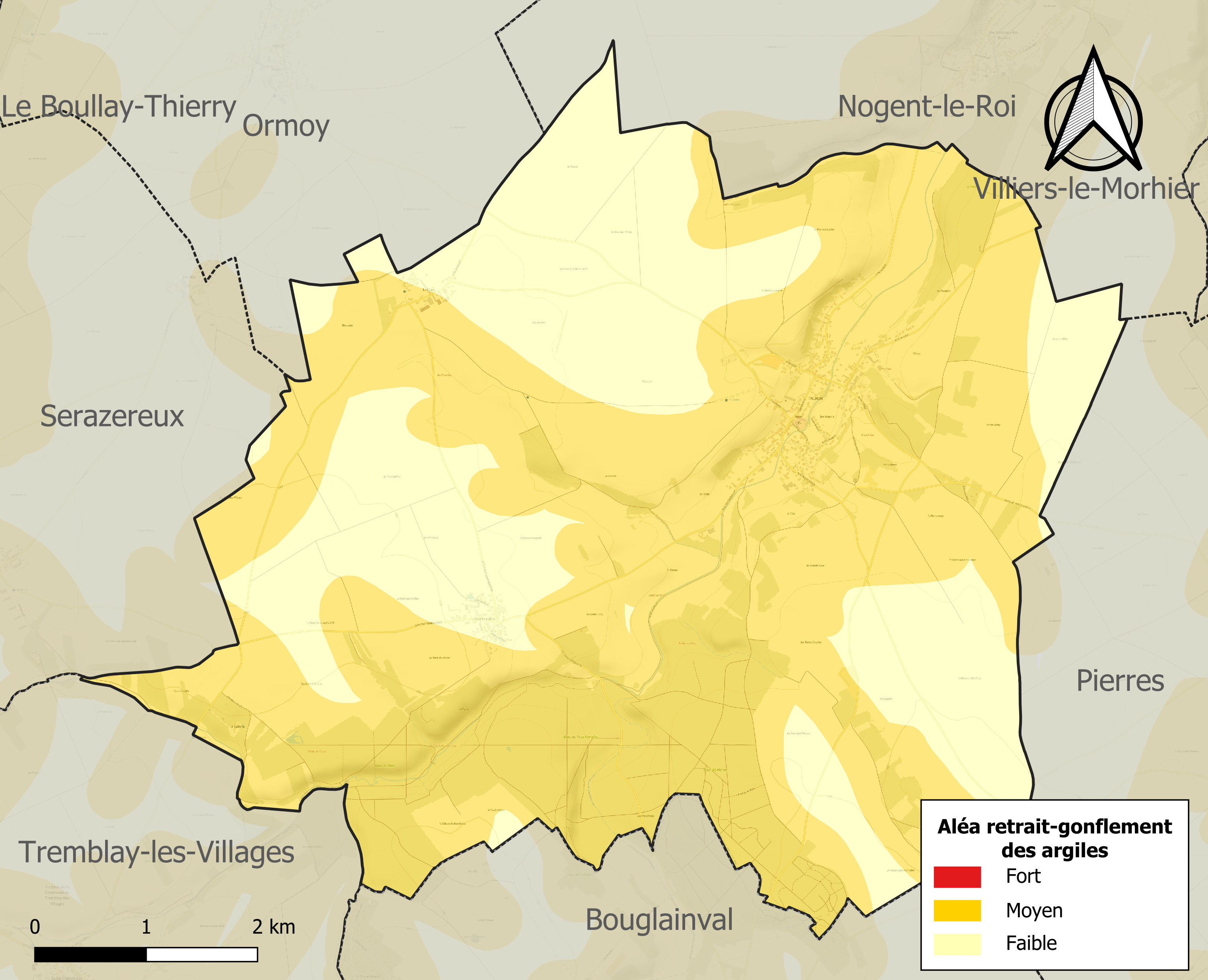
Carte des zones d'aléa retrait-gonflement des sols argileux de Néron.

Les mouvements de terrains susceptibles de se produire sur la commune sont des affaissements et effondrements liés aux cavités souterraines. L'inventaire national des cavités souterraines permet de localiser celles situées sur la commune.
Le retrait-gonflement des sols argileux est susceptible d'engendrer des dommages importants aux bâtiments en cas d’alternance de périodes de sécheresse et de pluie. 68,5 % de la superficie communale est en aléa moyen ou fort (52,8 % au niveau départemental et 48,5 % au niveau national). Sur les 308 bâtiments dénombrés sur la commune en 2019, 256 sont en aléa moyen ou fort, soit 83 %, à comparer aux 70 % au niveau départemental et 54 % au niveau national. Une cartographie de l'exposition du territoire national au retrait gonflement des sols argileux est disponible sur le site du BRGM,.
Concernant les mouvements de terrains, la commune a été reconnue en état de catastrophe naturelle au titre des dommages causés par des mouvements de terrain en 1999.

#### Risques technologiques
Le risque de transport de matières dangereuses sur la commune est lié à sa traversée par des infrastructures routières ou ferroviaires importantes ou la présence d'une canalisation de transport d'hydrocarbures. Un accident se produisant sur de telles infrastructures est en effet susceptible d’avoir des effets graves au bâti ou aux personnes jusqu’à 350 m, selon la nature du matériau transporté. Des dispositions d’urbanisme peuvent être préconisées en conséquence.

## Toponymie
Le nom de la localité est attesté sous les formes Norons en 771, Neiron vers 1125, Neronium vers 1130 (cartulaire de Thiron).
L'étymologie paraît être la réunion des deux mots Nero et Lutum qui peut se traduire par « endroit humide », ou par « cours d’eau », si on lui attribue une origine latine.
L'hydronyme du petit cours d’eau qui traverse la place du village donne son toponyme à la commune. Toponyme à rapprocher de celui des Noiron et de  Nérondes dans le Cher.

## Histoire

### La bataille du 16 juin 1940

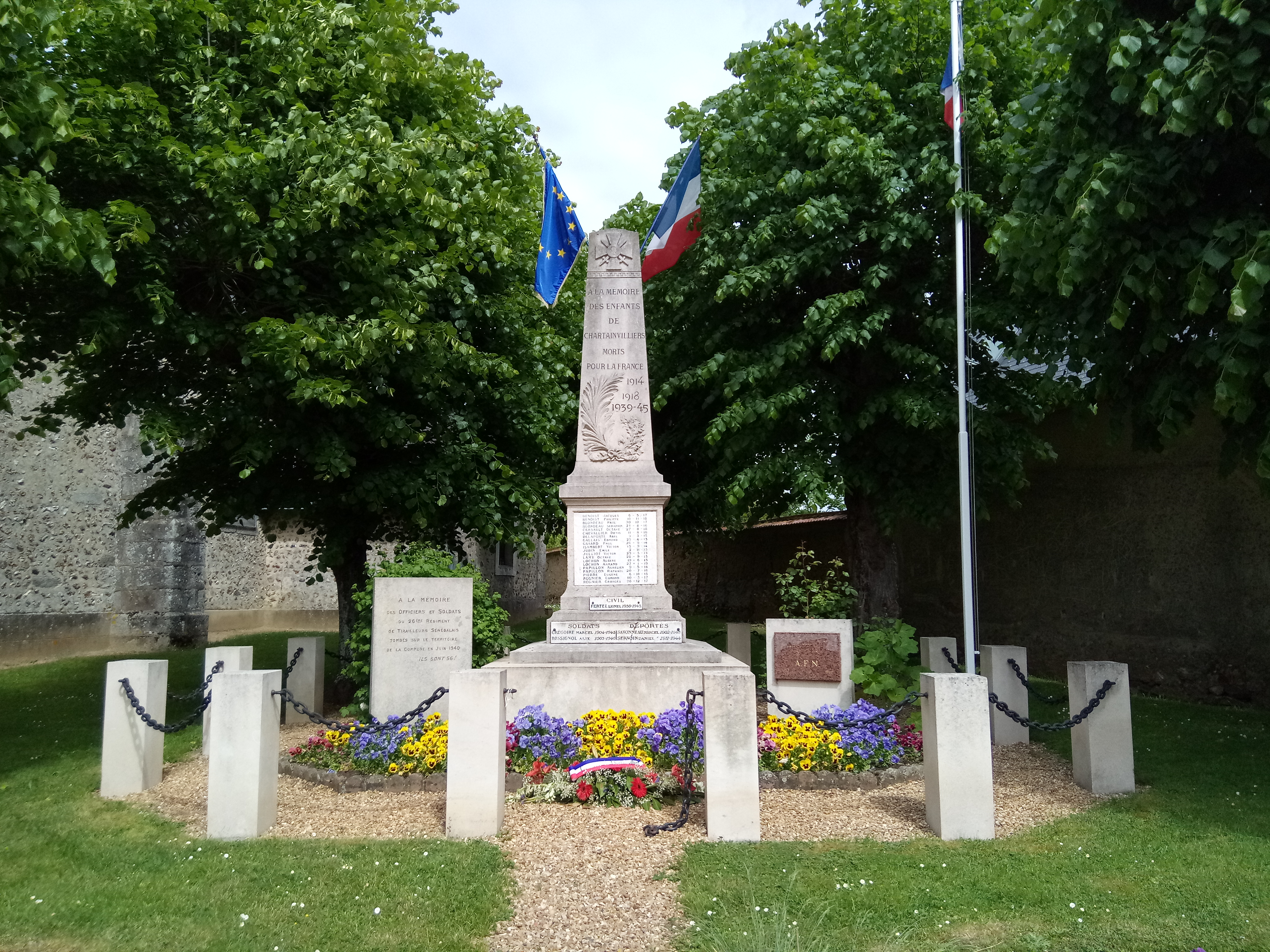
À gauche du monument aux morts de Chartainvilliers, la stèle ainsi rédigée : « A la mémoire des officiers et soldats du 26e Régiment de Tirailleurs Sénégalais tombés sur le territoire de la commune en juin 1940. Ils sont 56 ! »

Dans les hameaux et les villages aux alentours de Néron, quelques monuments et quelques plaques de rues évoquent de façon laconique le 16 juin 1940. Les écrits sur cet épisode de la dernière guerre sont assez rares et partiels.
C’était un dimanche. 193 soldats du 26e régiment de tirailleurs sénégalais sont morts, après des combats héroïques, sur les communes de Pierres, Néron et Chartainvilliers. Certains ont été tués dans le petit bois qui borde la vallée de l’Eure,. Une stèle rappelle ce sacrifice à Chartainvilliers.
Gérard Valin-Ruggiero del Ponte a mis en scène cet épisode dramatique de la campagne de France dans sa pièce, "Le Mémorial de Chartres", 2013, L'Harmattan
.

## Politique et administration

### Liste des maires
| Période                                  | Période  | Identité               | Étiquette | Qualité   |
| ---------------------------------------- | -------- | ---------------------- | --------- | --------- |
| Les données manquantes sont à compléter. |          |                        |           |           |
| 2001                                     | 2008     | Alain Van Steenwinckel |           |           |
| 2008                                     | 2020     | Geneviève Le Nevé      | DVG       | Retraitée |
| 2020                                     | En cours | Nicolas Dorkeld        |           |           |

## Population et société

### Démographie
L'évolution du nombre d'habitants est connue à travers les recensements de la population effectués dans la commune depuis 1793. Pour les communes de moins de 10 000 habitants, une enquête de recensement portant sur toute la population est réalisée tous les cinq ans, les populations de référence des années intermédiaires étant quant à elles estimées par interpolation ou extrapolation. Pour la commune, le premier recensement exhaustif entrant dans le cadre du nouveau dispositif a été réalisé en 2004.

En 2022, la commune comptait 699 habitants, en évolution de +6,88 % par rapport à 2016 (Eure-et-Loir : −0,23 %, France hors Mayotte : +2,11 %).
| 1793 | 1800 | 1806 | 1821 | 1831 | 1836 | 1841 | 1846 | 1851 |
| ---- | ---- | ---- | ---- | ---- | ---- | ---- | ---- | ---- |
| 434  | 472  | 458  | 543  | 520  | 572  | 558  | 544  | 561  |

| 1856 | 1861 | 1866 | 1872 | 1876 | 1881 | 1886 | 1891 | 1896 |
| ---- | ---- | ---- | ---- | ---- | ---- | ---- | ---- | ---- |
| 575  | 542  | 514  | 476  | 444  | 463  | 492  | 467  | 439  |

| 1901 | 1906 | 1911 | 1921 | 1926 | 1931 | 1936 | 1946 | 1954 |
| ---- | ---- | ---- | ---- | ---- | ---- | ---- | ---- | ---- |
| 447  | 460  | 481  | 454  | 474  | 460  | 394  | 383  | 346  |

| 1962 | 1968 | 1975 | 1982 | 1990 | 1999 | 2004 | 2006 | 2009 |
| ---- | ---- | ---- | ---- | ---- | ---- | ---- | ---- | ---- |
| 338  | 267  | 311  | 471  | 616  | 660  | 667  | 654  | 593  |

| 2014 | 2019 | 2022 | - | - | - | - | - | - |
| ---- | ---- | ---- | - | - | - | - | - | - |
| 642  | 659  | 699  | - | - | - | - | - | - |

## Culture locale et patrimoine

### Lieux et monuments

#### Église Saint-Léger de Néron
Église Saint-Léger de Néron,  Inscrit MH (1977).

La partie la plus ancienne daterait du XIe siècle, les six chapelles qui lui donnent sa silhouette caractéristique du XVIe siècle.
Frappé par la foudre en 1701, le clocher est reconstruit en 1723.

#### Prieuré Saint-Remy
Aujourd'hui disparu, il se trouvait à la sortie du village près de la route de Villiers-le-Morhier et dépendait de l'abbaye de la Sainte-Trinité de Tiron. Il semble que la chapelle ait existé avant la fondation du prieuré.
La cloche de l'église Saint-Léger et certains autres objets en proviendraient.

#### Ferme au colombier
La ferme au colombier, attenante à l'église, daterait du XVIIe siècle. Elle est également inscrite au titre de monument historique depuis 1977 et reprend les bâtiments des anciens communs du prieuré.
Cette ferme, qui pratique l'agriculture biologique, ouvre ses portes le samedi de 10 h à 12 h 30 et de 14 h à 18 h.

Lieux et monuments de Néron
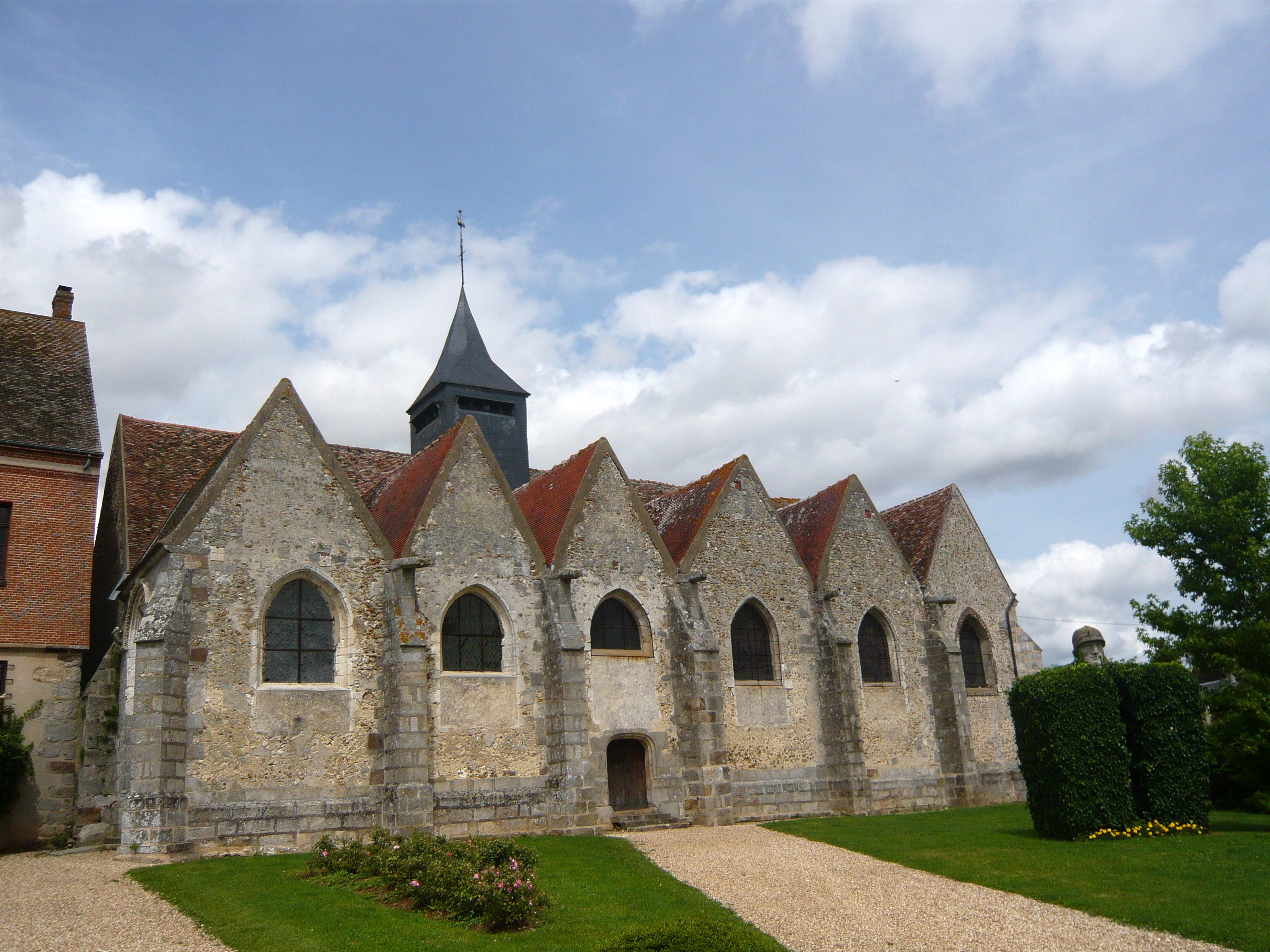
Église Saint-Léger et monument aux morts
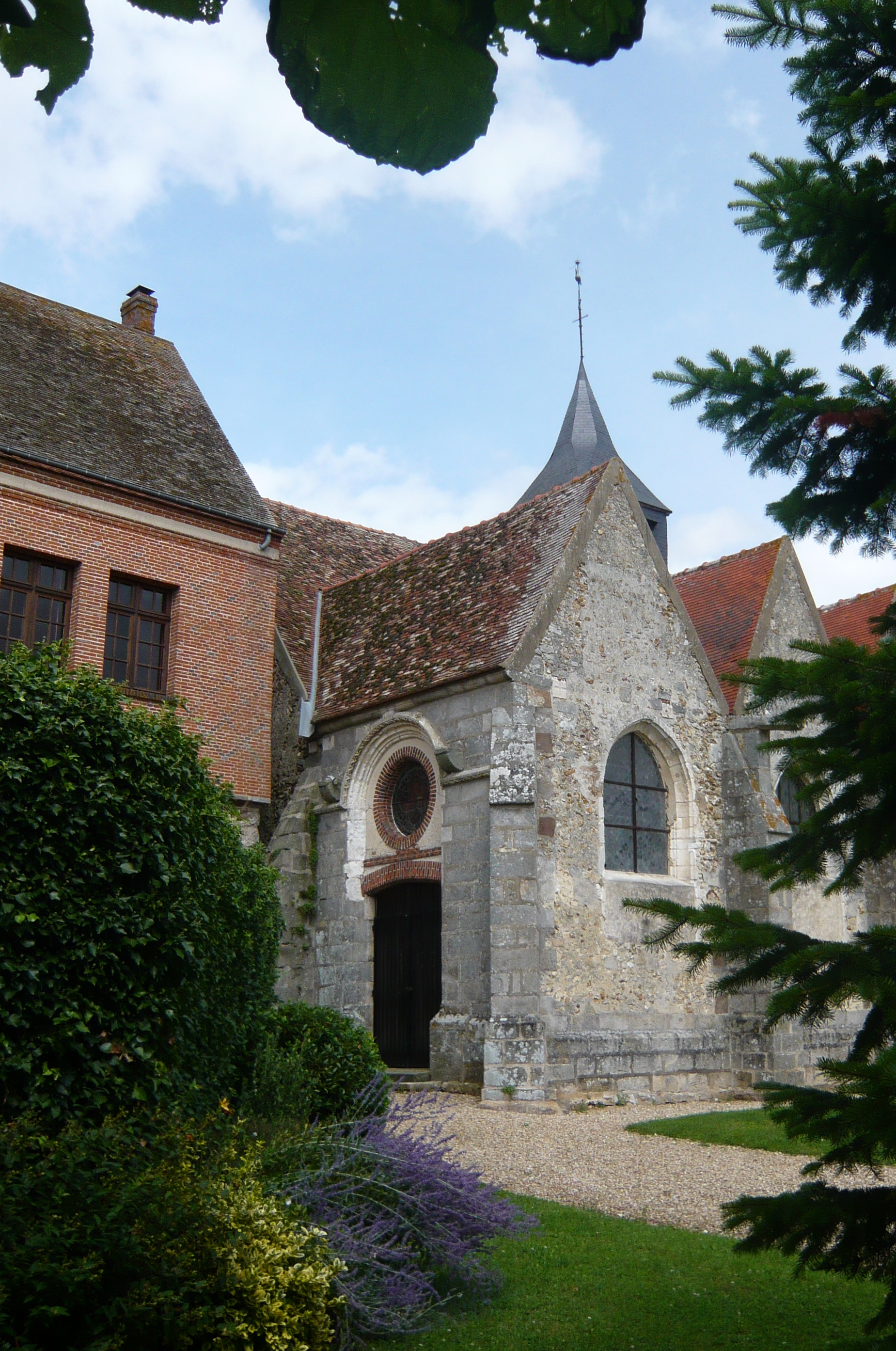
Entrée ouest de l'église.
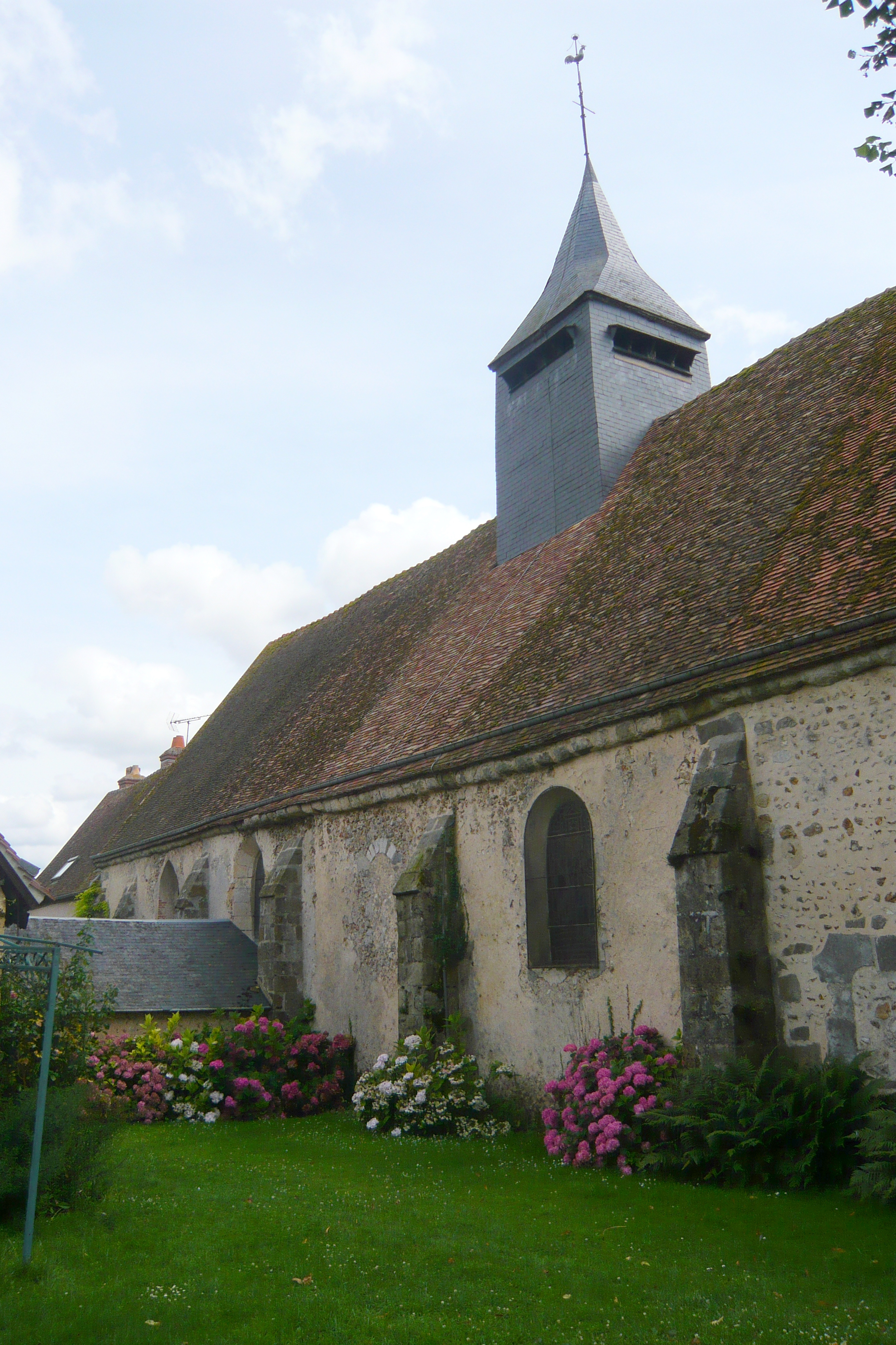
L'église vue depuis la cour de la ferme.
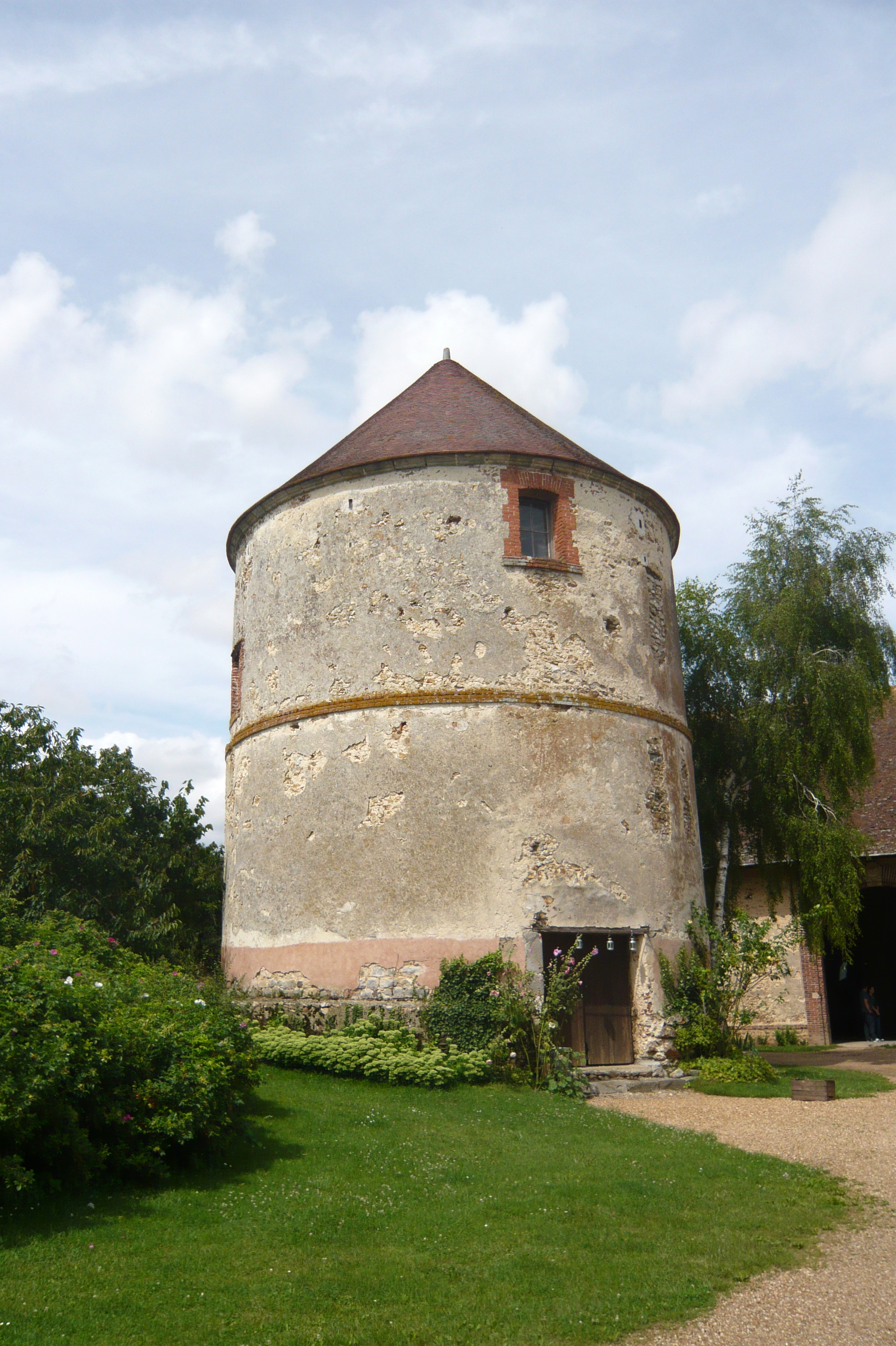
Colombier de la ferme (XVIIe siècle).
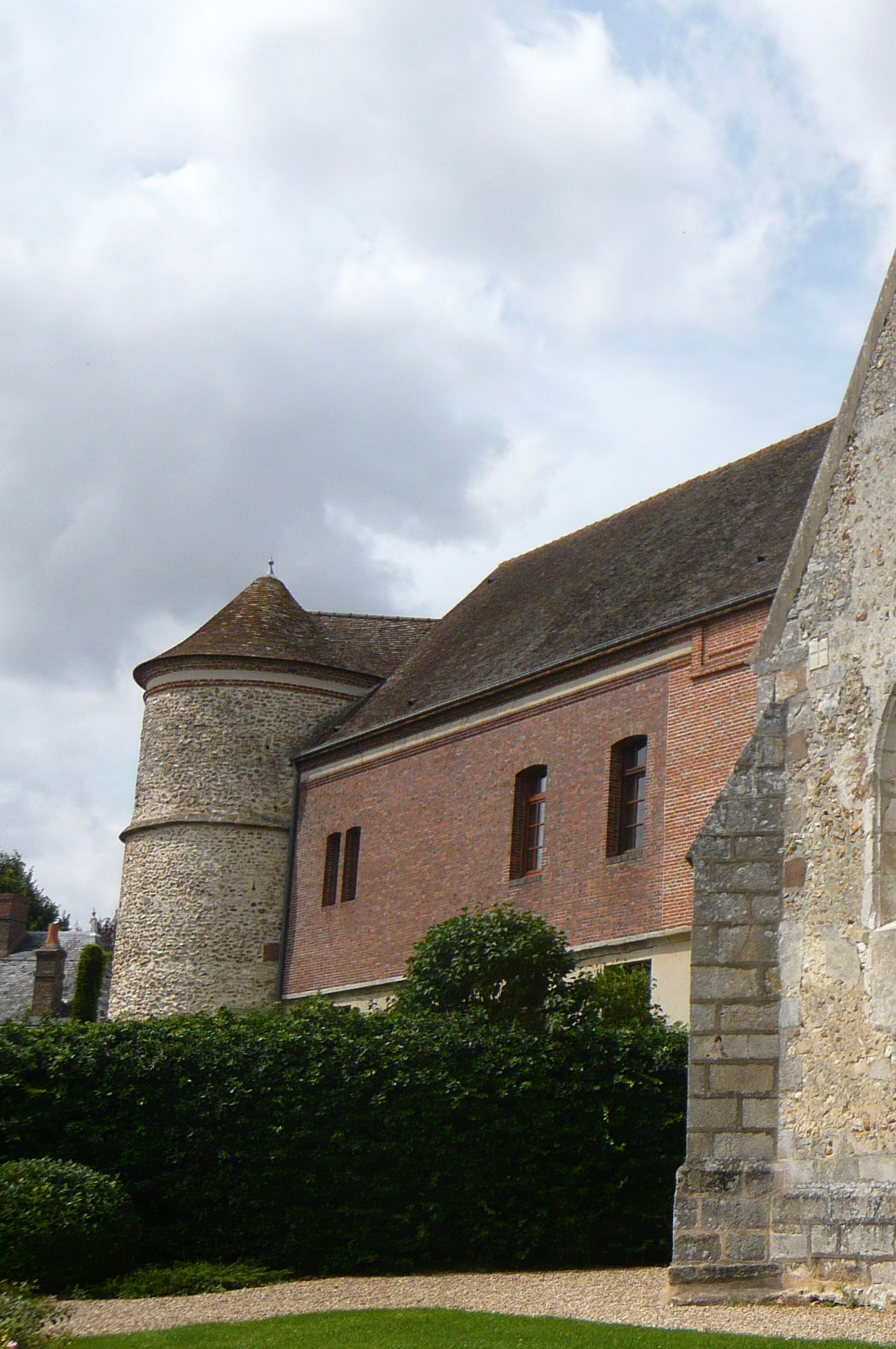
Façade sur rue de la ferme.

### Personnalités liées à la commune
- Henri Laurentie (1901-1984), fonctionnaire de l'administration coloniale, résistant et compagnon de la Libération, mort et inhumé à Néron.